# Altstadt (Iphofen)

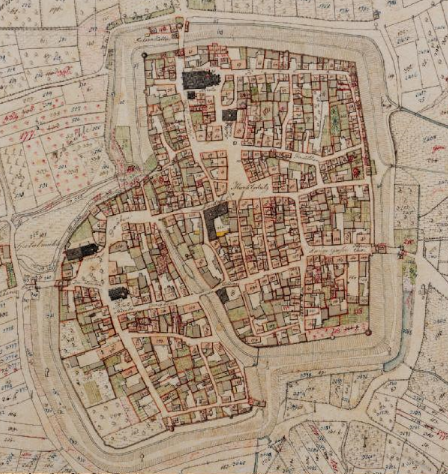
Die Iphöfer Altstadt auf dem Urkataster aus der ersten Hälfte des 19. Jahrhunderts

Die mittelalterliche Altstadt von Iphofen in Unterfranken ist ein historischer Siedlungskern der Stadt Iphofen. Sie ist gleichbedeutend mit dem Ensemble Altstadt Iphofen, das in der Ummauerung des 13. Jahrhunderts mit den ehemaligen Stadtgräben als Bau- und Bodendenkmal unter Schutz gestellt wurde. Die Stadt blieb viele Jahrhunderte auf dieses Areal beschränkt. Nur im 14. Jahrhundert nahm man mit der Einbeziehung des Gräbenviertels eine Erweiterung vor. Heute bildet die Altstadt das Zentrum des Hauptortes der Großgemeinde Iphofen.

## Geografische Lage
Iphofens Altstadt befindet sich im sogenannten Schwanbergvorland, das den Übergang zwischen dem flacheren Steigerwaldvorland und dem Anstieg zum Steigerwald  bildet. Überragt wird die Stadt vom Schwanberg, der als markante Erhebung der Beginn des Mittelgebirges Steigerwald ist. Die Stadt liegt in einiger Entfernung zu anderen frühen Zentren und verweist damit auf ihre Position im Grenzland zwischen den ehemals zu Würzburg gehörenden Gebieten und den Orten der Burggrafen von Nürnberg.
Die Altstadt ist auf allen Seiten weitgehend umbaut, allerdings sind die Gräben der Kernstadt noch erkennbar. Die Einheit der mittelalterlichen Stadt wurde hierdurch erhalten. Auffällig ist die Zweiteilung der Altstadt, die noch durch einen Baumgürtel inmitten der bebauten Fläche erkennbar ist. Die Zweiteilung zwischen eigentlicher Altstadt und dem sogenannten Gräbenviertel führte zur Entstehung einer Doppelstadt. Das städtische Zentrum bildet der Marktplatz im Mittelpunkt der Altstadt. Das Ensemble wird von der weitgehend erhaltenen Befestigung einschließlich der ehemaligen Grabenzone begrenzt.

## Geschichte

### Vor der Stadterhebung
Die Geschichte der Iphöfer Altstadt beginnt im Frühmittelalter. Im Jahr 741 wurde die Stadt erstmals erwähnt, dort stand eine der Ursprungskirchen des neugegründeten Bistums Würzburg. Zugleich befand sich in der Siedlung ein königlicher Fronhof als Verwaltungsmittelpunkt. Die alte Stadt mit der Kirche, die dem Täufer Johannes geweiht war, lag wohl weiter im Süden des heutigen Areals an der Stelle des städtischen Friedhofes.
In der Folgezeit büßte das Dorf Iphofen die zentrale Position ein, weil dort unmittelbar am Rande des unwirtlichen Steigerwaldes keine wichtige Handelsstraße verlief. Die sogenannte Hohe Straße, die Würzburg mit Nürnberg und Frankfurt am Main verband, lag weiter im Süden außerhalb des Einflussgebietes der Iphöfer. Im Spätmittelalter versuchten die Bürger der Stadt die Straße durch eine Umleitung zu verlegen, gerieten damit aber in Streit mit dem benachbarten Mainbernheim, das seine älteren Rechte durchsetzen konnte.
Der Aufstieg zur Stadt gelang Iphofen nicht über Handelsfunktionen wie etwa Volkach. Stattdessen trug der territoriale Konflikt zwischen den Herren von Hohenlohe und Würzburg zur Stadtwerdung entscheidend bei. Im 13. Jahrhundert gelang es dem Adelsgeschlecht, Rechte auch in Iphofen, vor allem im heutigen Gräbenviertel, zu vereinen. Die Fürstbischöfe von Würzburg besaßen seit der Frühzeit Rechte in Iphofen und verteidigten sie gegen Eindringlinge.
Die Lage war für Iphofen allerdings insofern bedeutend, als das sie den Beginn des Einflussbereichs des Würzburger Fürstbischofs markierte. Weiter im Südosten herrschten die Burggrafen von Nürnberg, die späteren Markgrafen von Brandenburg-Ansbach. Im Norden entlang des Steigerwaldanstieges hatten im Hoch- und Spätmittelalter vor allem die Grafen zu Castell Einfluss und bedrängten die Bischöfe an diesen Rändern ihres Territoriums immer wieder.

### Stadterhebung und Ausbau
Aus dieser Lage zog im Jahr 1293 der Würzburger Bischof Manegold von Neuenburg die Konsequenzen und stärkte seine Grenzsiedlung Iphofen. Er verlieh ihr am 22. Februar die Stadtrechte und verpflichtete die Bevölkerung, die neue Stadt mit einer Befestigung aus Gräben, Mauern und Türmen zu umgeben. Die Siedlung wurde weiter in den Norden verlegt, wo bereits eine kleine Kapelle, die dem heiligen Veit geweiht war, bestand. Sie war lange Zeit zusätzlich umwehrt.
In der Folgezeit vereinte die Veitskapelle die Funktionen einer Stadtpfarrkirche auf sich, nachdem zuvor die Urkirche St. Johannes der Täufer ihre Aufgaben gegenüber einer Martinskirche im Areal des heutigen Friedhofe aufgegeben hatte. Die Martinskirche verlor ihre Funktionen gegenüber der heutigen Blutskirche, die als wichtigstes Gotteshaus im noch zu Hohenlohe gehörenden Gräbenviertel südwestlich der neu entstandenen Stadt lag.

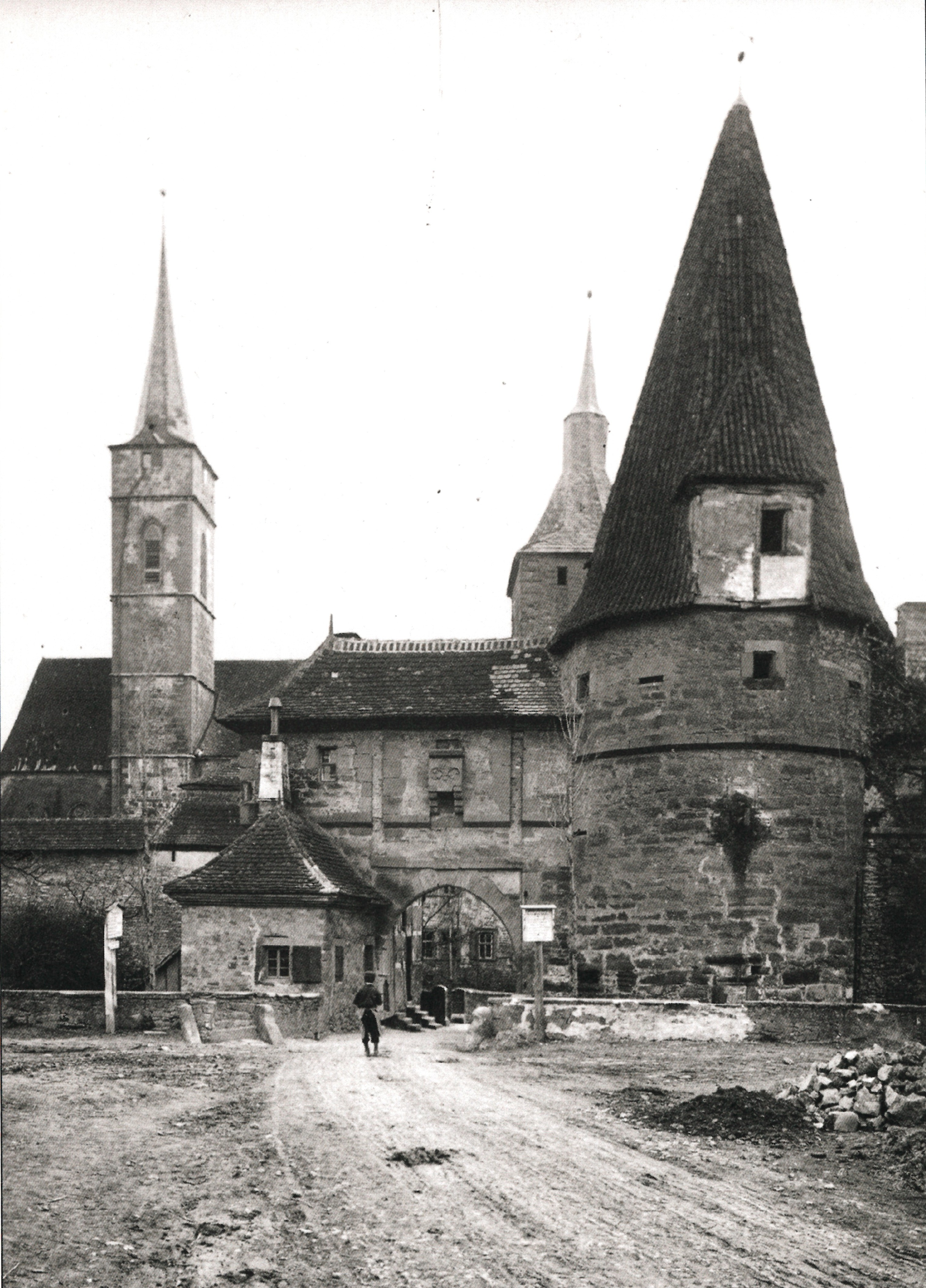
Das Ensemble am Rödelseer Tor im Jahr 1908

Die Zweiteilung der Stadt wurde nach der Stadterhebung auch äußerlich bemerkbar. Während die hochstiftisch-würzburgische Kernstadt Mauern erhielt, blieb das Gräbenviertel offen und behielt dadurch seinen ländlichen Charakter. Die Fürstbischöfe stärkten Iphofen durch weitere Rechtsverleihungen weiter. So wurde die Stadt Sitz eines Zentgerichts und später eines fürstbischöflichen Amtes.
Die wirtschaftliche Stärkung erfolgte durch die Erteilung eines Marktrechtes, das mit der Bestätigung der Stadterhebung durch Kaiser Ludwig den Bayern im Jahr 1323 eingerichtet wurde. Die Stadt richtete fortan drei Märkte an verschiedenen kirchlichen Feiertagen aus und entwickelte sich zu einem Zentralmarkt für die Orte der näheren Umgebung. Allerdings blieb diese Handelsorientierung vergleichsweise gering, weil in der städtischen Frühzeit die Lage im Grenzland den Handel regelmäßig unterbrach.
Der Aufstieg Iphofens trug in der Folgezeit zum Niedergang der Herren von Hohenlohe bei, die mehr und mehr aus dem Steigerwaldvorland herausgedrängt wurden. Nutznießer dieser Situation waren die Fürstbischöfe von Würzburg. Um 1380 gab die Familie endgültig ihre Ansprüche auf Iphofen auf. In der Folgezeit wurde das Gräbenviertel in die Befestigung der Stadt Iphofen einbezogen, nach und nach verschwand die trennende Mauer zwischen den beiden Stadtteilen.
Iphofen entstand als geplante Stadt an der heutigen Stelle. Zunächst war diese Planung auch im Stadtbild ablesbar, das sich entlang einer recht einheitlichen Längsachse entwickelte, von der mehrere Seitengassen abzweigten. Das heutige Bild, weitgehend ohne Kreuzungen und eine zentrale Achse, entstand erst im Zuge des Dreißigjährigen Krieges. Insbesondere die sozial schwächeren Bürger, die im Nordosten der Stadt siedelten, verloren durch den Krieg ihre Lebensgrundlage. Leerstehende Parzellen wurden in der Folgezeit zu größeren Blöcken mit Wirtschaftsgebäuden zusammengefasst.

### Niedergang und Tourismus
Der Dreißigjährige Krieg sorgte auch für den Niedergang der mittelalterlichen Befestigungen, die den verbesserten Geschützen nicht mehr standhalten konnten. In der Folgezeit wurde in die Stadtmauer und die Gräben nicht mehr investiert, allerdings blieben die meisten Elemente der Anlage bestehen und wurden nicht, wie in vergleichbaren Städten Mainfrankens, nach und nach eingelegt und zurückgebaut. Dadurch bewahrte sich Iphofen sein Stadtbild mit einer starken Befestigung.
Anders als bei Städten im hügeligen und engen Maintal war es Iphofen möglich, in der Folgezeit aus dem Mauerring herauszuwachsen, ohne Platzprobleme befürchten zu müssen. Bereits in der zweiten Hälfte des 19. Jahrhunderts erkannte man den touristischen Wert der Befestigung und der historischen Altstadt und bewahrte den Baubestand. Mit dem Anschluss an die Bahnstrecke Fürth–Würzburg im Jahr 1865 erhöhte sich die Zentralität des Ortes.
In der zweiten Hälfte des 20. Jahrhunderts erholte sich auch der Weinbau, der jahrhundertelang die Kultur um die Stadt geprägt hatte und führte zum weiteren Anwachsen der Zahlen von Ausflugsgästen. Zugleich begann man die Altstadtsanierung voranzutreiben und erließ als eine der ersten Gemeinden im weiteren Umland eine Gestaltungssatzung, die das Stadtbild vor unhistorischen Eingriffen bewahrte und die Geschlossenheit erhielt. Die Iphöfer Altstadtentwicklung wurde im 21. Jahrhundert vom Freistaat Bayern mehrfach prämiert. So wurde die Gemeinde von der Städtebauförderung für die klimagerechte Stadtentwicklung ausgezeichnet.

## Straßen und Plätze
Anders als bei vielen vergleichbaren mainfränkischen Städten gibt es in Iphofen keine echte Hauptstraße. Die Rolle des zentralen Platzes übernimmt der langgestreckte Marktplatz mit dem Rathaus und, etwas versetzt, dem Rentamt. Die Pfarrkirche ist zurückversetzt, bildet aber mit dem Rathaus eine städtebauliche Einheit. Das dezentrale Bild wird noch durch das Gräbenviertel untermauert, das erst später von der Stadtbefestigung umschlossen wurde und im Südwesten an die alte Stadt anschließt. Ihr peripheres Zentrum bildet der Julius-Echter-Platz mit dem Spital und die Blutkirche weiter südlich. Die Straßennamen stammen zumeist aus dem 20. Jahrhundert; ursprünglich waren nur die wichtigsten Straßenzüge benannt. Es waren dies:

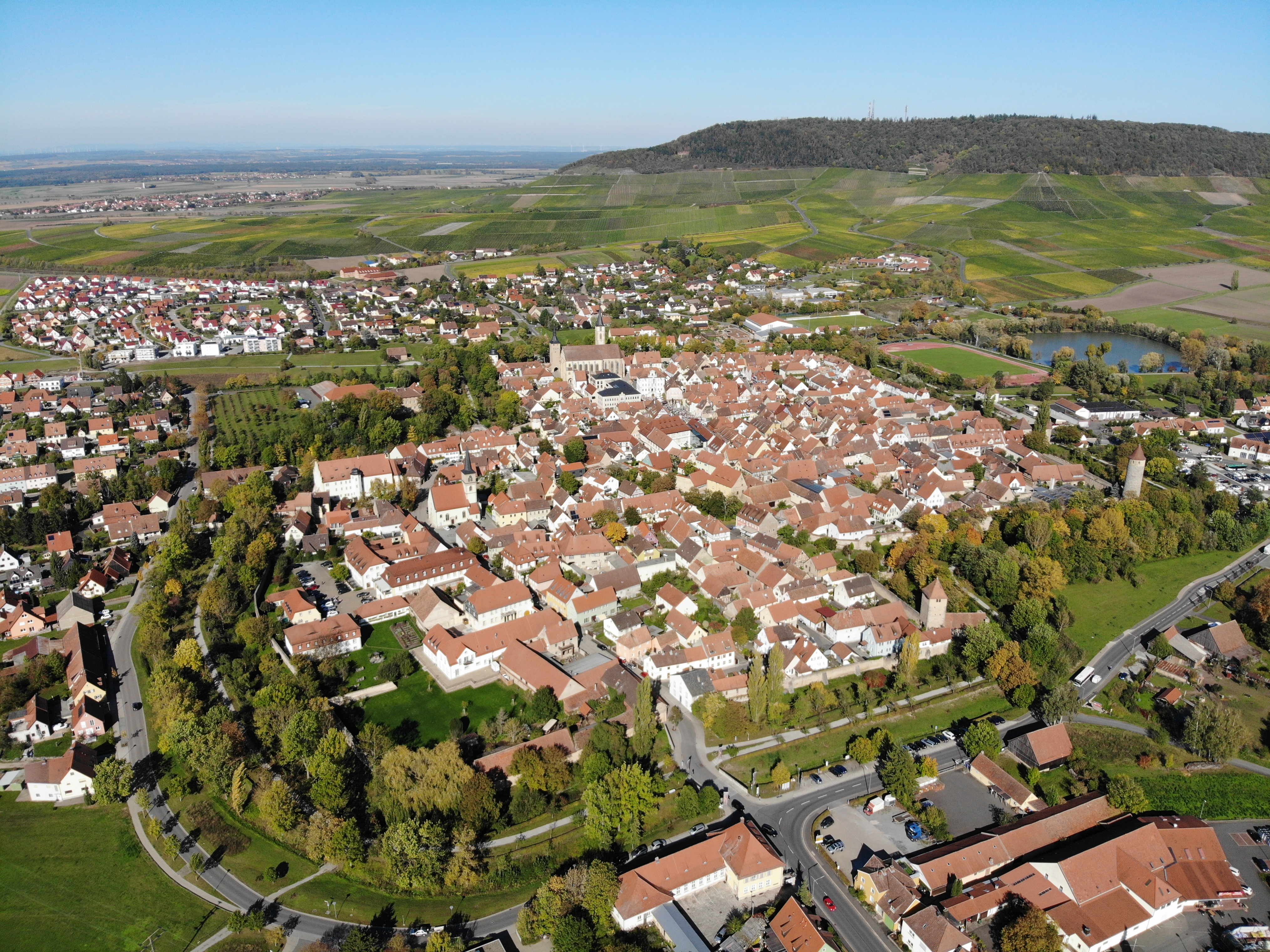
Die Altstadt 2019: Die Trennung von Kernstadt und Gräbenviertel ist noch durch einen Grünstreifen ablesbar

| - Geräthen (heute Geräthengasse, Altstadt) - Gräben (heute Maxstraße, Ludwigstraße, Gräbenviertel) - Kirchgasse (Altstadt) |  | - Lange Gasse (Altstadt) - Marktplatz (Altstadt) - Pfarrgasse (heute Pfarrgasse, Kirchplatz, Altstadt) |

### Altstadt
Das Zentrum der Altstadt bildet der Marktplatz, an dessen Rändern sich das Rathaus und das ehemalige Rentamt (das heutige Knauf-Museum) befinden. Der Markt ist mit dem höchsten Punkt der Stadt weiter nördlich städtebaulich verbunden, der von der katholischen Pfarrkirche St. Veit dominiert wird. Der Marktplatz ist ein langgestreckter Anger, der auf das Barock-Rathaus ausgerichtet ist. Die weitere Bebauung ist wesentlich bescheidener und wurde im 20. Jahrhundert durch Bäume und Bänke akzentuiert.

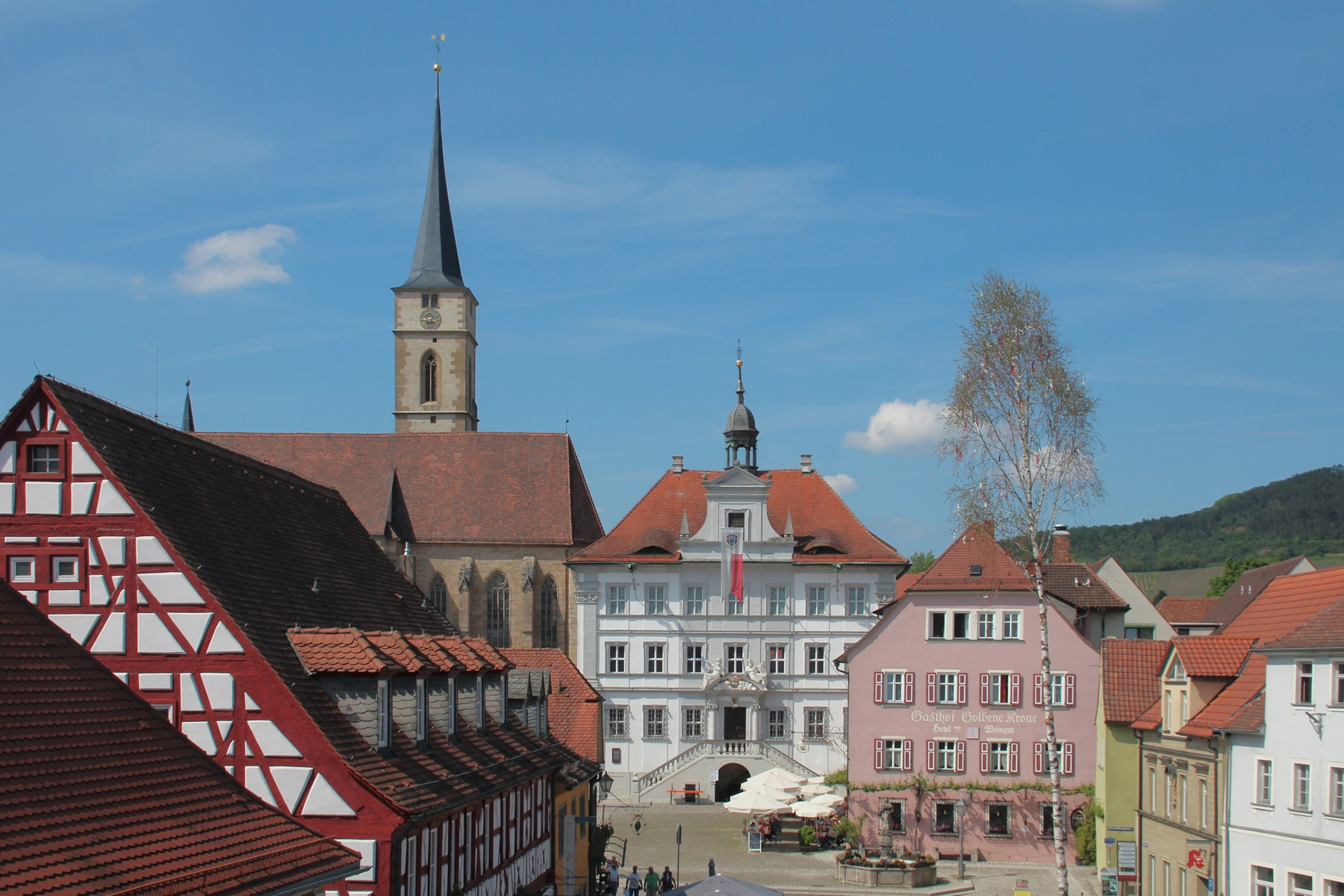
Der Marktplatz von Süden aus

Der Süden der Altstadt ist in vier große, quadratische Blöcke gegliedert. Die kleinen Grundstücke in der Blockmitte wurden in früheren Zeiten durch private Gassen erschlossen. Statt Kreuzungen untermauern Einmündungen den geschlossenen Charakter der Altstadt. Die Gassen der Altstadt haben weitgehend noch ein rurales Erscheinungsbild bewahrt. Da keine Handelskonzentration einsetzte, errichtete man giebelständige Häckerhäuser mit Hofeinfahrten.
Eine Ausnahme bilden die großen Winzerhöfe und Herrschaftssitze, die in Mittelalter und Früher Neuzeit überall in der Altstadt entstanden. Sie  konzentrieren sich also nicht an einer Stelle der Stadt. Die großen Höfe weisen eine wesentlich repräsentativere äußere Gliederung auf und besitzen alle große, tiefe Keller für die Weinlagerung.
Der Nordosten der Altstadt wird von jüngeren Gebäuden beherrscht, die auf die Zeit nach dem Dreißigjährigen Krieg zurückgeführt werden. Um die Geräthengasse, die ihren Namen von den Grede-Trittsteinen hat, verödeten während des Krieges die meisten Hofstätten. Dort siedelten die ärmeren Bevölkerungsschichten. 1648 lagen noch 28 der 62 Hofstellen in diesem Teil der Stadt wüst. Beim Wiederaufbau entstanden traufständige Häuser mit Scheunen im hinteren Teil des Grundstücks.

### Gräbenviertel
Das Gräbenviertel bildet den zweiten Kern der Iphöfer Altstadt. Es ist älter als der Stadtteil mit Rathaus und Veitskirche und bestand bereits vor der Stadterhebung. Dort saßen die Herren von Hohenlohe, bis sie im 14. Jahrhundert ihren Einfluss auf Iphofen einbüßten. Erst in der Folgezeit ummauerte man das Gräbenviertel und bezog es so in die Stadtbefestigung ein. Ursprünglich wurde der Stadtteil auch „Krebenviertel“ genannt, was auf einen Flechtzaun statt einer Mauer hinweist.
Der Julius-Echter-Platz ist in Größe und Bedeutung dem Marktplatz nachgeordnet. An den Platz schließen sich die beiden überörtlichen Institutionen des Gräbenviertels an, das ehemalige Spital und die Wallfahrtskirche Heilig Blut. An der sich im Süden anschließenden, früher verkehrswichtigen Bahnhofstraße, entstanden die repräsentativen Baulichkeiten des Viertels. Die Maxstraße im Norden des Julius-Echter-Platzes bildet den wichtigsten Übergang zwischen den Stadtteilen.

## Bedeutende Baudenkmäler
In der Iphöfer Altstadt haben sich Baulichkeiten aus allen Jahrhunderten seit dem Mittelalter erhalten. Die repräsentativen Bauten sind allerdings über das gesamte Stadtareal verteilt, lediglich am Marktplatz und in seinen Seitengassen gibt es eine Verdichtung. So sind auch die meisten Baudenkmäler um den Marktplatz und im Areal nördlich des Platzes zu finden. Weitere Traditionsinseln existieren in der Langen Gasse, der Ludwig- und der Bahnhofstraße.

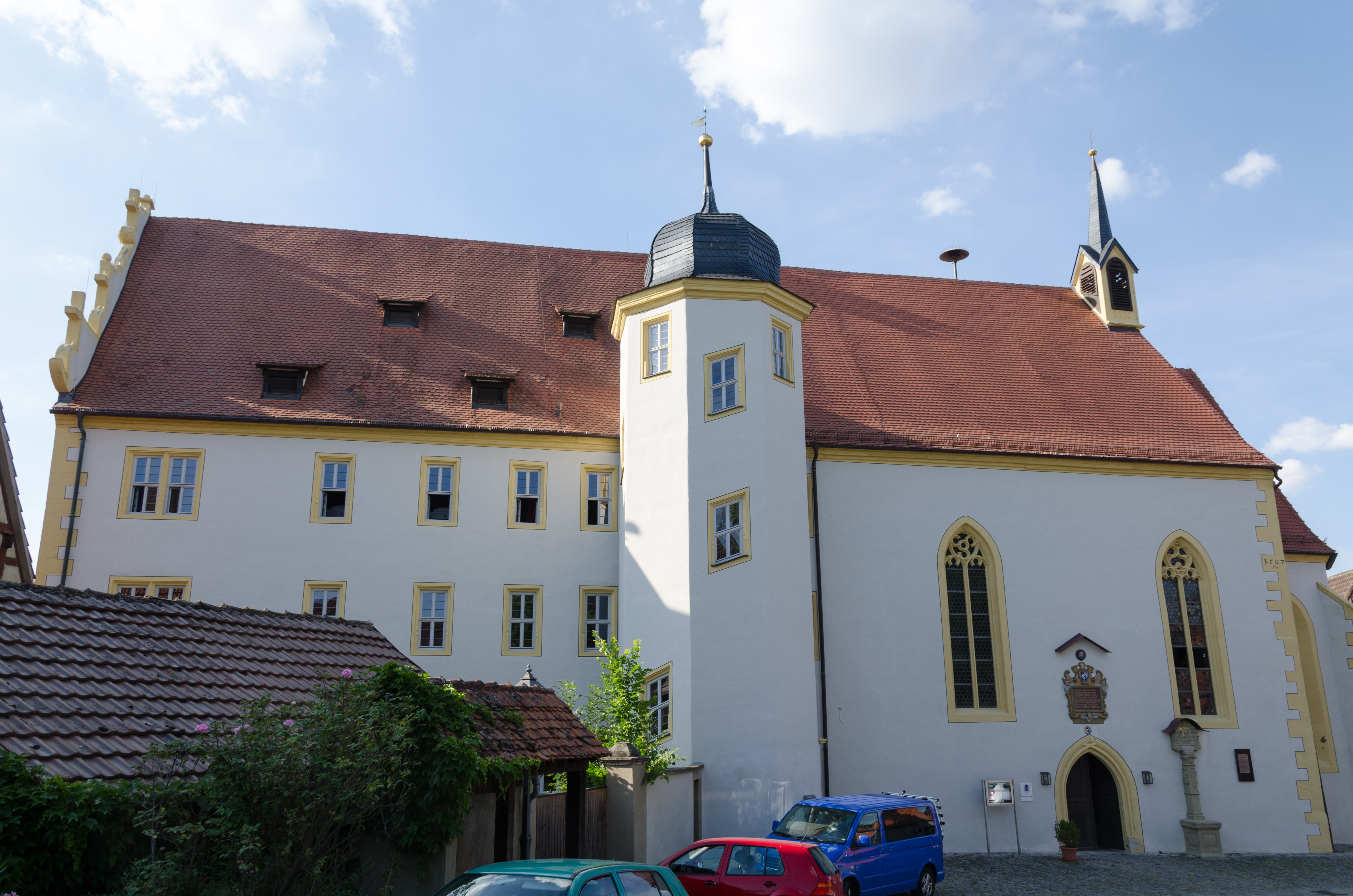
Die Spitalkirche am Julius-Echter-Platz

Die Stadtpfarrkirche St. Veit wurde seit der Stadterhebung das zentrale Gotteshaus, das den Norden der Stadt dominiert. Die Kirche präsentiert sich äußerlich in Formen der Gotik, 1414 wurde der noch erhaltene Chor fertiggestellt. St. Veit ist eine dreischiffige Hallenkirche und besitzt innen Ausstattungsstücke aus allen Epochen. Besonders bedeutend sind die Chorfenster und die Figur des Apostels Johannes von Tilman Riemenschneider. Vor der Kirche befindet sich eine Kapelle mit Beinhaus mit noch hunderten Gebeinen. → siehe auch: St. Vitus (Iphofen) und St. Michael (Iphofen)
Das Pendant zur Veitskirche im Gräbenviertel bildet die Heilig-Blut-Kirche. Ihre Entstehung ist mit einer Wallfahrt verbunden, die auf einen sogenannten Hostienfrevel zurückgehen soll. Die Kirche wurde durch Fürstbischof Julius Echter von Mespelbrunn erweitert und hat ein Turmobergeschoss aus dem 19. Jahrhundert. Etwas weiter nördlich steht die von der evangelischen Gemeinde genutzte Spitalkirche. Sie hat keinen Kirchturm, sondern wird von einem hohen Treppenturm überragt. → siehe auch: Hl. Blut (Iphofen) und Spitalkirche St. Johannes der Täufer (Iphofen)
Mittelpunkt der politischen Gemeinde ist das barocke Rathaus an einer Verlängerung des Marktplatzes. Es ist dreigeschossig und hat ein prächtiges Portal. Das Wappen des Fürstbischofs Johann Philipp von Greiffenclau und das Zeichen der städtischen Gemeinde weisen auf die historische Zugehörigkeit Iphofens hin. Betreten wird das Rathaus über eine zweiseitige Freitreppe. Den Glockenturm rahmen zwei reich verzierte Wasserspeiern ein. → siehe auch: Rathaus (Iphofen)

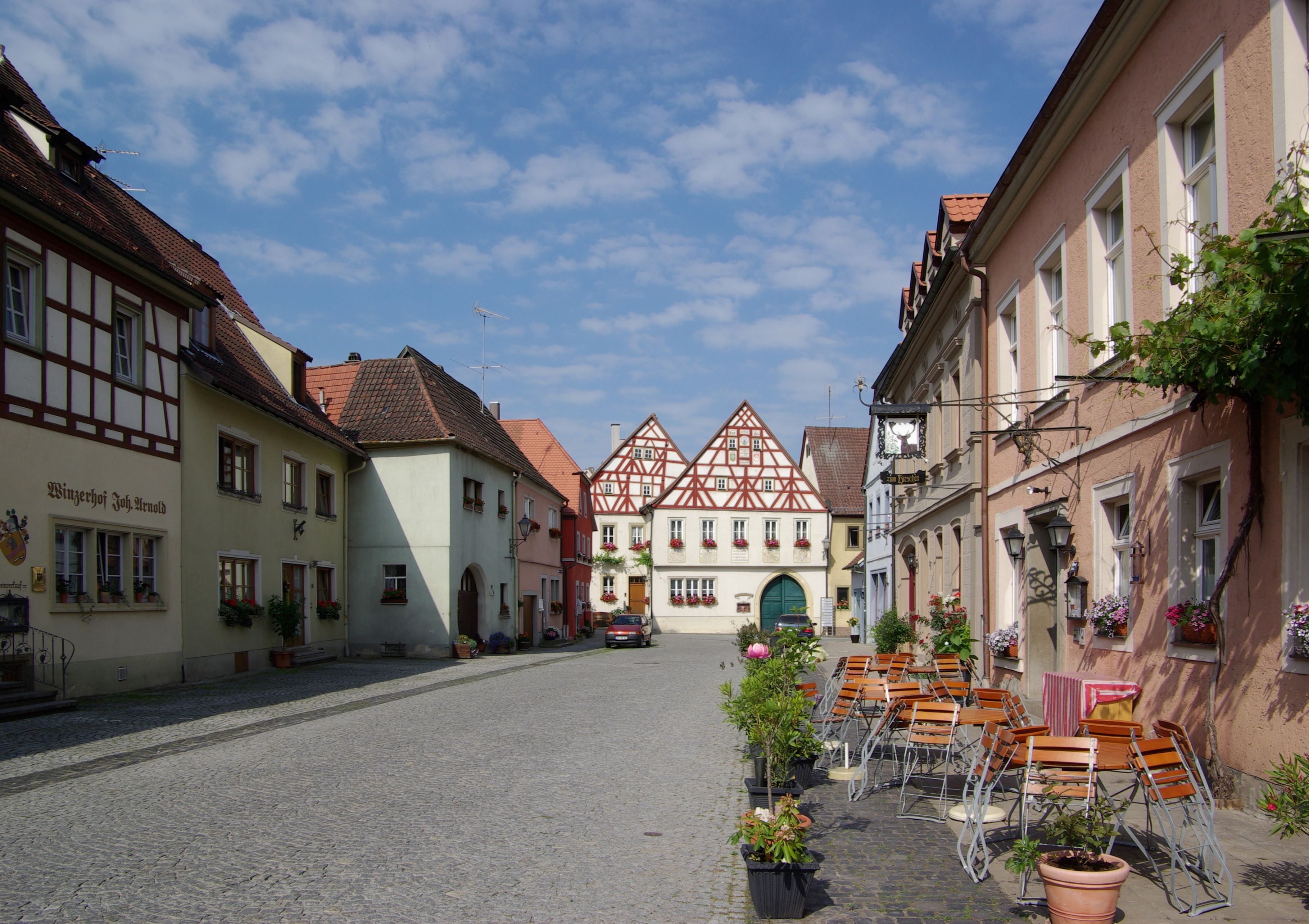
Bürgerhäuser in der Langen Gasse

Eine Besonderheit sind die vielen Herrenhöfe, die auf die Randlage der Stadt hinweisen. So gehörten auswärtigen Herrschaften als Dependancen in der zum Hochstift Würzburg gehörenden Stadt. Zu nennen sind hier der Wenkheimer Hof in der Kirchstraße 32, der allerdings baulich stark verändert wurde, der Ilgenhof in der Ägidiengasse, der Ilmbacher Hof in der Langen Gasse 34, der Kastler Hof in der Geräthengasse 6 und der Ebracher Hof in der Oberen Gräbengasse 2. Die Fürstbischöfe ließen in der Ludwigstraße 14 die Kapitelskellerei und in der Bahnhofstraße 12 den Zehntkeller in Formen der Renaissance errichten. → siehe auch: Ilmbacher Hof (Iphofen), Ludwigstraße 14 (Iphofen) und Bahnhofstraße 12 (Iphofen)
Die Häuser der Iphöfer Bürger sind weit weniger repräsentativ. Eine Ausnahme bildet die „alte Schenkstatt“, heute das sogenannte Rentamt. Es wurde als Wirtshaus im Jahr 1693 errichtet und gilt als das erste Bauwerk des Barock im Stadtgebiet. Heute ist dort das Knauf-Museum untergebracht. Weitere Baulichkeiten mit kunsthistorischer Bedeutung stehen in der Langen Gasse Nummer 7 und 18. Das Gasthaus zur Sonne am Marktplatz 22 wurde 1707 erbaut. Insbesondere die künstlerische Anordnung des Fachwerkes sticht ins Auge. → siehe auch: Lange Gasse 7 (Iphofen), Lange Gasse 18 (Iphofen) und Marktplatz 22 (Iphofen)
Besonders bekannt ist Iphofen für seine nahezu vollständig erhaltene Befestigung. Als Folge der Grenzlage wurde die Doppelmauer mit Gräben und Toren von den Würzburger Bischöfen immer wieder gefördert. Eindrucksvoll ist beispielsweise das Ensemble am Rödelseer Tor, das als Vorwerk vom höheren Mittagsturm überragt wird. Als Wachturm diente einst der Eulenturm in der äußersten Südostecke der Befestigung. Er wurde zwischen 1533 und 1548 erbaut. → siehe auch: Iphöfer Stadtbefestigung und Rödelseer Tor (Iphofen)